# Уошаки-Тен (Вайоминг)
Уо́шаки-Тен (англ. Washakie Ten) — невключённая территория, расположенная в округе Уошаки (штат Вайоминг, США) с населением в 604 человека по статистическим данным переписи 2000 года.

## География
По данным Бюро переписи населения США невключённая территория Уошаки-Тен имеет общую площадь в 66,3 квадратных километров, из которых 65,01 кв. километров занимает земля и 1,04 кв. километров — вода. Площадь водных ресурсов округа составляет 1,57 % от всей его площади.
Уошаки-Тен расположен на высоте 1227 метров над уровнем моря.

## Демография
По данным переписи населения 2000 года в Уошаки-Тен проживало 604 человека, 169 семей, насчитывалось 235 домашних хозяйств и 262 жилых дома. Средняя плотность населения составляла около 9,3 человека на один квадратный километр. Расовый состав Уошаки-Тен по данным переписи распределился следующим образом: 91,56 % белых, 0,17 % — коренных американцев, 1,49 % — азиатов, 1,66 % — представителей смешанных рас, 5,13 % — других народностей. Испаноговорящие составили 7,95 % от всех жителей невключённой территории.
Из 235 домашних хозяйств в 37,4 % — воспитывали детей в возрасте до 18 лет, 63,0 % представляли собой совместно проживающие супружеские пары, в 4,3 % семей женщины проживали без мужей, 27,7 % не имели семей. 26,4 % от общего числа семей на момент переписи жили самостоятельно, при этом 8,5 % составили одинокие пожилые люди в возрасте 65 лет и старше. Средний размер домашнего хозяйства составил 2,57 человек, а средний размер семьи — 3,12 человек.
Население невключённой территории по возрастному диапазону по данным переписи 2000 года распределилось следующим образом: 29,8 % — жители младше 18 лет, 5,0 % — между 18 и 24 годами, 29,6 % — от 25 до 44 лет, 25,2 % — от 45 до 64 лет и 10,4 % — в возрасте 65 лет и старше. Средний возраст жителей составил 38 лет. На каждые 100 женщин в Уошаки-Тен приходилось 109,0 мужчин, при этом на каждые сто женщин 18 лет и старше приходилось 102,9 мужчин также старше 18 лет.
Средний доход на одно домашнее хозяйство в невключённой территории составил 29 313 долларов США, а средний доход на одну семью — 46 591 доллар. При этом мужчины имели средний доход в 40 761 доллар США в год против 25 714 долларов среднегодового дохода у женщин. Доход на душу населения в невключённой территории составил 22 384 доллара в год. 16,1 % от всего числа семей в округе и 17,8 % от всей численности населения находилось на момент переписи населения за чертой бедности, при этом 41,5 % из них были моложе 18 лет.